# Bernd Blechschmidt
Bernd Blechschmidt est un ancien spécialiste allemand du combiné nordique.

## Palmarès

### Championnats du monde
| Épreuve / Édition | Lahti 1989 |
| Par équipes       | Bronze     |

### Coupe du monde
- Meilleur classement final: 23e en 1989.
- Meilleur résultat: 4e.

### Championnat d'Allemagne de l'Est
En 1987, Bernd Blechschmidt remporte le Championnat d'Allemagne de l'Est. Il remporte à nouveau le titre en 1989, ce qui fait de lui le dernier champion de combiné de la RDA, avant que les deux Allemagnes ne soient réunifiées.